# Elena Bryukhovets
Elena Bryukhovets (née le 8 juin 1971) est une joueuse de tennis soviétique puis ukrainienne, professionnelle de 1987 à 2000.
En 1990, avec l'équipe soviétique, elle a atteint la finale de la Coupe de la Fédération, concédant la défaite face aux États-Unis.
Elena Bryukhovets a gagné trois tournois WTA au cours de sa carrière, tous en double.

## Palmarès

### Titre en simple dames
Aucun

### Finale en simple dames
| No | Date       | Nom et lieu du tournoi | Catégorie | Dotation  | Surface         | Vainqueure   | Score    |          |
| -- | ---------- | ---------------------- | --------- | --------- | --------------- | ------------ | -------- | -------- |
| 1  | 01-10-1990 | Moscow Open, Moscou    | Tier V    | 100 000 $ | Moquette (int.) | Leila Meskhi | 6-4, 6-4 | Parcours |

### Titres en double dames
| No | Date       | Nom et lieu du tournoi                | Catégorie | Dotation  | Surface         | Partenaire        | Finalistes                   | Score    |          |
| -- | ---------- | ------------------------------------- | --------- | --------- | --------------- | ----------------- | ---------------------------- | -------- | -------- |
| 1  | 30-04-1990 | Trofeo Ilva-Coppa Mantegazza Tarente  | Tier V    | 75 000 $  | Terre (ext.)    | Eugenia Maniokova | Silvia Farina Rita Grande    | 7-6, 6-1 | Parcours |
| 2  | 22-10-1990 | Puerto Rico Open Dorado               | Tier IV   | 150 000 $ | Dur (ext.)      | Natalia Medvedeva | Amy Frazier Julie Richardson | 6-4, 6-2 | Parcours |
| 3  | 23-09-1991 | St. Petersburg Open Saint-Pétersbourg | Tier V    | 100 000 $ | Moquette (int.) | Natalia Medvedeva | Isabelle Demongeot Jo Durie  | 7-5, 6-3 | Parcours |

### Finales en double dames
| No | Date       | Nom et lieu du tournoi | Catégorie | Dotation  | Surface         | Vainqueures                  | Partenaire        | Score    |          |
| -- | ---------- | ---------------------- | --------- | --------- | --------------- | ---------------------------- | ----------------- | -------- | -------- |
| 1  | 01-10-1990 | Moscow Open Moscou     | Tier V    | 100 000 $ | Moquette (int.) | Gretchen Rush Robin White    | Eugenia Maniokova | 6-2, 6-4 | Parcours |
| 2  | 04-05-1992 | Belgian Open Waregem   | Tier V    | 100 000 $ | Terre (ext.)    | Manon Bollegraf Caroline Vis | Petra Langrová    | 6-4, 6-3 | Parcours |

## Parcours en Grand Chelem

### En simple dames
| Année | Open d'Australie | Open d'Australie | Internationaux de France | Internationaux de France | Wimbledon       | Wimbledon        | US Open         | US Open           |
| ----- | ---------------- | ---------------- | ------------------------ | ------------------------ | --------------- | ---------------- | --------------- | ----------------- |
| 1990  | -                | -                | -                        | -                        | 1er tour (1/64) | Meredith McGrath | -               | -                 |
| 1991  | 1er tour (1/64)  | Rachel McQuillan | 3e tour (1/16)           | Jana Novotná             | 3e tour (1/16)  | Brenda Schultz   | 2e tour (1/32)  | Nathalie Herreman |
| 1992  | -                | -                | 3e tour (1/16)           | Patricia Hy              | 1er tour (1/64) | Pam Shriver      | -               | -                 |
| 1993  | 1er tour (1/64)  | Kimiko Date      | -                        | -                        | 3e tour (1/16)  | Helena Suková    | 1er tour (1/64) | Nathalie Tauziat  |
| 1994  | -                | -                | 2e tour (1/32)           | Sabine Hack              | 2e tour (1/32)  | Dominique Monami | 1er tour (1/64) | Sandrine Testud   |

À droite du résultat, l’ultime adversaire.

### En double dames
| Année | Open d'Australie             | Open d'Australie         | Internationaux de France      | Internationaux de France | Wimbledon                    | Wimbledon                  | US Open                      | US Open                    |
| ----- | ---------------------------- | ------------------------ | ----------------------------- | ------------------------ | ---------------------------- | -------------------------- | ---------------------------- | -------------------------- |
| 1990  | -                            | -                        | 1er tour (1/32) Leona Lásková | S. Cecchini P. Tarabini  | 1er tour (1/32) E. Maniokova | Nicole Provis Elna Reinach | 1er tour (1/32) E. Maniokova | Mercedes Paz G. Sabatini   |
| 1991  | 1er tour (1/32) N. Medvedeva | N. van Lottum Clare Wood | 2e tour (1/16) E. Maniokova   | I. Jankovska Melicharová | -                            | -                          | 1er tour (1/32) K. Maleeva   | R. Fairbank Kohde-Kilsch   |
| 1992  | -                            | -                        | 2e tour (1/16) N. Medvedeva   | C. Martínez A. Sánchez   | 2e tour (1/16) N. Medvedeva  | Lori McNeil Rennae Stubbs  | 2e tour (1/16) N. Medvedeva  | Hetherington Kathy Rinaldi |
| 1993  | -                            | -                        | 2e tour (1/16) N. Medvedeva   | K. Maleeva N. Tauziat    | 2e tour (1/16) N. Medvedeva  | A. Sánchez Helena Suková   | 2e tour (1/16) N. Medvedeva  | Elna Reinach J. Richardson |
| 1994  | -                            | -                        | 1er tour (1/32) E. Makarova   | Pam Shriver E. Smylie    | 2e tour (1/16) P. Langrová   | I. Driehuis Maja Murić     | 2e tour (1/16) J. Husárová   | N. Bradtke Elna Reinach    |
| 1997  | -                            | -                        | -                             | -                        | 1er tour (1/32) E. Tatarkova | Maja Murić T. Whitlinger   | -                            | -                          |

Sous le résultat, la partenaire ; à droite, l’ultime équipe adverse.

## Parcours en Coupe de la Fédération
| #                                                                | Date       | Lieu       | Surface | Gagnante(s)       | Perdante(s)       | Score         |          |
|                                                                  |            |            |         |                   |                   |               |          |
| 1991 - 1er tour (groupe mondial) - URSS - Paraguay - 3 : 0       |            |            |         |                   |                   |               |          |
| 1                                                                | 22/07/1991 | Nottingham |         | Elena Bryukhovets | Larissa Schaerer  | 6-4, 7-5      | Parcours |
|                                                                  |            |            |         |                   |                   |               |          |
| 1991 - 2e tour (groupe mondial) - URSS - Tchécoslovaquie - 1 : 2 |            |            |         |                   |                   |               |          |
| 2                                                                | 24/07/1991 | Nottingham |         | Radka Zrubáková   | Elena Bryukhovets | 6-3, 3-6, 6-2 | Parcours |

## Classements WTA en fin de saison

### En simple
| Année | 1989 | 1990 | 1991 | 1992 | 1993 | 1994 | 1995 | 1996 | 1997 |
| Rang  | 184  | 74   | 98   | 131  | 121  | 129  | 283  | 178  | 311  |

Source : (en) « Classements de Elena Bryukhovets », sur le site officiel du WTA Tour

### En double
| Année | 1989 | 1990 | 1991 | 1992 | 1993 | 1994 | 1995 | 1996 | 1997 |
| Rang  | 181  | 47   | 90   | 114  | 88   | 104  | 279  | 161  | 378  |

Source : (en) « Classements de Elena Bryukhovets », sur le site officiel du WTA Tour